# Inga rhynchocalyx
Inga rhynchocalyx är en ärtväxtart som beskrevs av Noel Yvri Sandwith. Inga rhynchocalyx ingår i släktet Inga och familjen ärtväxter. Inga underarter finns listade i Catalogue of Life.